# Pistolet maszynowy MP 40

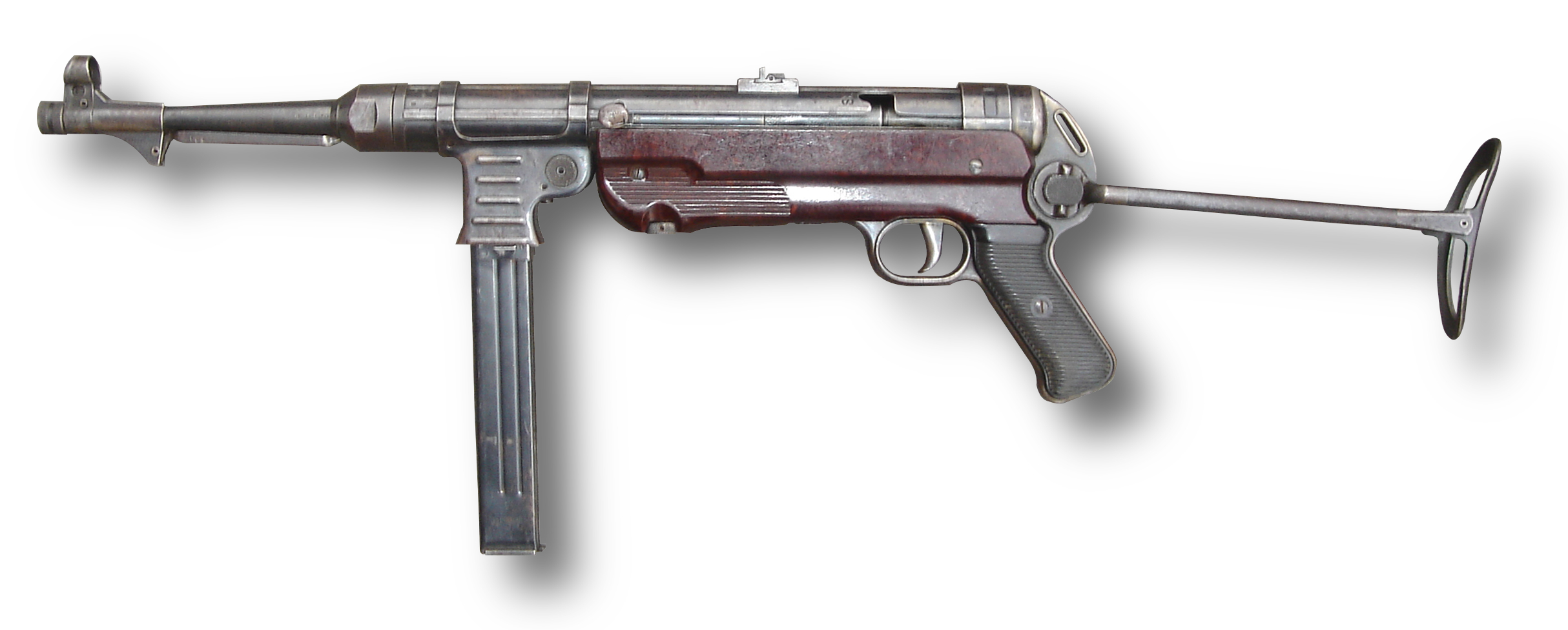
MP 40 z kolbą rozłożoną

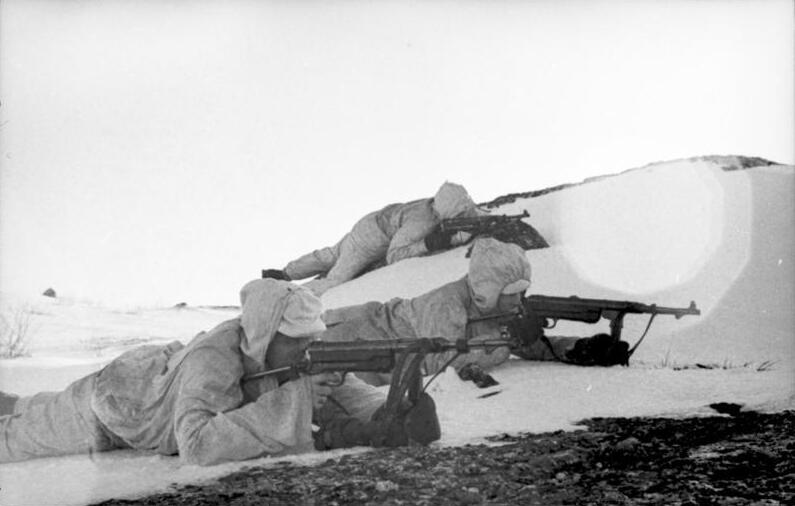
Żołnierze niemieccy z pistoletami MP 40

MP 40 (niem. Maschinenpistole 40) – niemiecki pistolet maszynowy kalibru 9 mm, zasilany nabojem 9 × 19 mm Parabellum, produkowany w czasie II wojny światowej. Popularnie nazywany Schmeisserem, choć w istocie niemiecki konstruktor Hugo Schmeisser stworzył tylko magazynek.

## Historia konstrukcji
W okresie międzywojennym armia niemiecka posiadała 37 000 pistoletów maszynowych (głównie MP 18 I i MP 28 II), nie były one jednak przepisowym uzbrojeniem. Dopiero doświadczenia wojen toczonych na świecie w latach 30 XX wieku spowodowały zwiększenie zainteresowania tym rodzajem broni.
Ponieważ używane już typy pistoletów maszynowych uznano za przestarzałe, postanowiono skonstruować nowy pistolet maszynowy. 29 czerwca 1938 r. nowy pistolet został przyjęty do uzbrojenia jako MP 38. Była to konstrukcja nowoczesna, ale dość kłopotliwa i skomplikowana w produkcji. Najbardziej kłopotliwym w produkcji elementem broni była komora zamkowa. Skomplikowana technologia powodowała, że do końca 1940 r. wyprodukowano zaledwie 40 000 egzemplarzy MP 38. Było to o wiele za mało jak na potrzeby stale rozwijającego się Wehrmachtu.
W 1939 r. rozpoczęto prace nad modernizacją MP 38. W firmie Erma-Werke GmbH opracowano wersję MP 38(L) z komorami zamkową i spustową wykonanymi technologią odlewania z aluminium. MP 38(L) był lżejszy i łatwiejszy w produkcji od MP 38, ale ponieważ pierwszeństwo w dostawach deficytowego aluminium miał przemysł lotniczy, jego produkcji nie uruchomiono.
Poza Ermą prace nad modernizacją MP 38 prowadzono w HWA (Heereswaffenamt, niem. Urząd Uzbrojenia Wojsk Lądowych). Prace w HWA miały na celu nie tylko uproszczenie produkcji, ale także eliminację z konstrukcji MP 38 elementów z materiałów deficytowych (takich jak metale lekkie).
Największą nowością w prototypie opracowanym przez HWA była nowa komora zamkowa. Jej projektantem był inżynier Anton Peter. Był on zwolennikiem stosowania w produkcji broni elementów wykonywanych metodą tłoczenia ze stalowej blachy (Anton Peter był nazywany przez współpracowników Stahlblech Peter, niem. Blaszany Piotruś). Zaprojektowana przez niego komora zamkowa była zwijana z blachy stalowej i zgrzewana punktowo. Była ona prostsza w produkcji niż rurowa komora zamkowa MP 38, a jej dodatkową zaletą była mniejsza powierzchnia styku zamka z komorą zamkową, dzięki czemu zmniejszyło się ryzyko zacięć w przypadku zanieczyszczenia broni. Poza nową komorą zamkową nowy był chwyt pistoletowy wykonany także metodą tłoczenia z blachy (MP 38 ta część była aluminiowym odlewem). Przyspieszeniu produkcji służyć miała także rezygnacja z obróbki kosmetycznej (jej rezultatem było nowe gładkie gniazdo magazynka).
Produkcję nowego pistoletu maszynowego uruchomiono na początku 1940 r. Nowa broń otrzymała oznaczenie MP 40. Pistolet został zaprojektowany przez niemieckiego konstruktora Heinricha Vollmera. Poza zakładami wcześniej produkującymi MP 38 czyli Erfurter Maschinenfabrik B. Geipel GmbH i Waffen- und Fahrradfabrik C.G. Haenel, produkcję MP 40 uruchomiono także w austriackich zakładach Steyr (wcześniej produkujące MP 34(ö), z czasem stały się największym producentem MP 40). Wprowadzono także nowe magazynki wyposażone w pionowe rowki mające zwiększyć sztywność magazynka i jego odporność na zanieczyszczenia. Podobnie jak MP 38, nowy pistolet maszynowy strzelał tylko ogniem seryjnym, ale niska szybkostrzelność umożliwiała doświadczonemu żołnierzowi prowadzenie ognia pojedynczego. Etatowo w pistolety maszynowe uzbrojeni mieli być dowódcy: drużyn, plutonów, kompanii. Zadziwia fakt, że sztab generalny opracował szczegółowe zasady użycia MP dopiero w 1940 r.
Pomimo rozpoczęcia produkcji seryjnej, prace nad udoskonalaniem MP 40 trwały nadal. Dużą wadą nowego pistoletu maszynowego był podobnie jak w przypadku MP 38 brak możliwości zabezpieczenia broni z zamkiem w przedniej pozycji. 25 czerwca 1942 r. rozpoczęto produkcję MP 40 wyposażonych w nową rękojeść napinania zamka. Składała się ona z trzpienia przyspawanego do zamka i osadzonej na nim ruchomej tulei. Przesunięcie tulei w stronę komory zamkowej powodowało wsunięcie występu tulei w wycięcie komory zamkowej i zabezpieczenie broni. Zastosowane rozwiązanie było wyraźnie wzorowane na bezpieczniku radzieckiego PPSz. Od 1 czerwca 1943 r. nakazano przerobienie rękojeści wcześniej wyprodukowanych MP 38 i MP 40 Wehrmachtu, a 15 lipca 1944 r. Waffen-SS.
W tym samym 1942 r. powstał prototyp wersji MP 40/1. Miała ona poszerzone gniazdo magazynka, w którym można było zamontować dwa magazynki 32 nabojowe. Po wystrzelaniu naboi z jednego magazynka, zespół obu magazynków można było przesunąć w bok i ponownie rozpocząć ogień. Wersja ta powstała jako odpowiedź na uwagi żołnierzy frontowych, którzy postulowali zwiększenie pojemności magazynka MP 40 (bębnowy magazynek radzieckiej pepeszy zawierał 71 naboi). MP 40/1 okazał się konstrukcją niepraktyczną i nie był produkowany seryjnie.
W 1942 r. rozpoczęto produkcję pistoletów maszynowych MP 40 wyposażonych w gniazdo magazynka wykonane ze zwiniętej i zgrzanej blachy (w miejsce gniazda frezowanego). Nowe gniazda posiadały charakterystyczne poziome żebra zwiększające sztywność. Pojawiły się także: nowy chwyt pistoletowy, szyna ochraniająca dolną powierzchnię lufy i nakrętka mocująca lufę. Zmiany te miały na celu zmniejszenie czasochłonności produkcji MP 40.
W 1942 r. coraz wyraźniejsza była perspektywa wprowadzenia do uzbrojenia karabinów szturmowych. Pod koniec tego roku C. G. Haenel zakończył produkcję MP 40, przygotowując się do rozpoczęcia produkcji karabinka MKb 42(H). W 1943 r. także Erma zakończyła produkcję MP 40 i rozpoczęła wytwarzanie karabinków StG44 (a dokładniej jego wczesnych wersji MP 43 i MP 44). Ostatnim producentem MP 40 był Steyr-Werke, który zakończył produkcję MP 40 w październiku 1944 r. Z tych zakładów pochodziła ostatnia wersja produkcyjna MP 40 posiadająca komorę zamkową i spustową wykonaną w postaci jednego elementu z tłoczonej blachy.
Do końca wojny wyprodukowano według różnych źródeł od 746 000 do 1,1 miliona pistoletów maszynowych MP 40. Pomimo pewnych niedoskonałości MP 40 był jedną z najlepszych broni II wojny światowej. Jego konstrukcja stała się podstawą do opracowania brytyjskiego Stena, szwedzkiego Carl Gustaf m/45 i jugosłowiańskiego Zastava M56.
Po II wojnie światowej pistolet maszynowy MP 40 był nadal powszechnie używany w wielu armiach świata (szczególnie w konfliktach lokalnych) do końca lat 60. Przykładowo do 1956 r. MP 40 był przepisowym pistoletem maszynowym izraelskich spadochroniarzy.

## Odmiany rozwojowe
Leszek Erenfeicht i Piotr G. Krajewski w swej monografii MP 40, wzorując się na oznaczeniu niemieckich pojazdów pancernych wyróżnili odmiany (niem. Ausführung, w skrócie Ausf.) tego peemu. Oznaczono je literami A, B, C, D, E, F. Broń była stopniowo dostosowywana do szybszej i tańszej fabrykacji i upraszczana. Części pomiędzy poszczególnymi odmianami były wzajemnie wymienne, tak więc możliwa jest ogromna ilość kombinacji. Wersja z gniazdem mieszczącym dwa magazynki nosi oznaczenie MP 40/1. Podawane w literaturze 40.2, 40/II, 40/2 są nieprawidłowe.

## Opis konstrukcji
Pistolet maszynowy MP 40 był indywidualną bronią samoczynną. Automatyka pistoletu maszynowego MP 40 jest oparta na zasadzie odrzutu swobodnego zamka. Ryglowanie odbywa się masą swobodnego zamka, podpartego sprężyną powrotną. Strzelanie z zamka otwartego seriami. Trzon zamkowy miał postać walca w wydrążeniu którego umieszczona była ruchoma iglica na masywnej żerdzi. Żerdź otoczona sprężyną powrotną. Sprężyna powrotna w osłonie teleskopowej. Mechanizm spustowy umożliwia strzelanie tylko ogniem ciągłym. Zasilanie z magazynka pudełkowego o pojemności 32 nabojów, rozmieszczonych w szachownicę. Przyrządy celownicze składają się z muszki w osłonie i celownika przerzutowego, celownik dwustopniowy: stały – dla odległości 100 m i odchylany dla odległości 200 m. Lufa wkręcona w komorę zamkową zakończona podstawą muszki i hakiem ułatwiającym strzelanie przez otwory strzelnicze pojazdów. Łoże i okładziny chwytu pistoletowego z bakelitu. Kolba metalowa składana pod spód broni.